# Bow Wow
Bow Wow, właśc. Shad Gregory Moss (ur. 9 marca 1987) – amerykański raper oraz aktor.

## Życiorys

### Dzieciństwo
Bow Wow urodził się w Reynoldsburgu w stanie Ohio. Został wychowany przez przyrodnią siostrę Erice, przez matkę, oraz przez przyrodniego ojca. W wieku pięciu lat zaczął karierę rapera pod pseudonimem Kid Gangsta. Rok później występował w tournée po Columbus w Ohio, gdzie został zauważony przez Snoop Dogga, który nadał mu ksywę Lil' Bow Wow. Później Snoop Dogg oficjalnie go zatrudnił, dając mu miejsce na listach Death Row Records. W 1998 r. został przedstawiony Jermaine Dupri, który pomógł go wypromować.

### Kariera
Na początku kariery, Bow Wow występował jako część Death Row Records. W 2000 r. wydał pierwszy album Beware of Dog, i dzięki Dupriemu zaczął odnosić sukcesy w branży hip-hopowej. Tego samego roku, jego singel "Bounce with Me" także odniósł sukces. Następnie w 2002 roku, wydał album Doggy Bag, na którym znajdowały się m.in. "Thank You", oraz "Take You Home". W międzyczasie, usunął Lil' ze swojego pseudonimu, pozostawiając tylko Bow Wow. Pierwszym albumem wyprodukowanym wyłącznie przez Bow Wowa był Unleashed, który wydał całkowicie sam, bez pomocy Dupriego. Produkcja nie zdobyła jednak takiej popularności jak dwie poprzednie płyty. Oprócz własnych albumów, miał wkład do płyty Wild Wild West Willa Smitha.
W 2005 r. wydał czwarty album Wanted, nad którym ponownie pracował wspólnie z Jermainem Duprim. Na albumie znalazły się dwa hity, które osiągnęły pierwsze miejsce na listach przebojów: "Let Me Hold You" (razem z Omarionem), oraz "Like You" (razem z Ciara). Poza sukcesem w Like Mike, zagrał także w paru innych Hollywoodowskich produkcjach, np. Szybcy i wściekli: Tokio Drift. Bow Wow powiedział wtedy, że Justin Lin (reżyser) to najlepszy reżyser z jakim udało mu się kiedykolwiek pracować. Młody raper ma także własną sieć sklepów odzieżowych Shago.
Bow Wow nagrał piosenkę i nakręcił do niej teledysk z JoJo. Jest to remiks do piosenki "Baby it's You". Pod koniec października 2007 roku wziął udział w telewizyjnej gali stacji VH1 – Hip Hop Honors 2007. Natomiast 11 grudnia nastąpiła premiera nowej płyty Face Off, którą Bow Wow nagrał wspólnie z Omarionem. Singlami były piosenki "Designated Driver", "Hood Star" i "Girlfriend". Raper stwierdził, że ta płyta jest bardziej "dojrzała" niż poprzednia (The Price Of Fame). 31 marca 2009 r. pojawił się szósty album New Jack City Part II. Produkcja była promowana singlami "Marco Polo" (z Soulja Boy Tell ’Em), "You Can Get It All" (z Johntá Austin), "Big Girls" (z Yung Joc), "Roc The Mic" (z Jermaine Dupri), "Shes My" (z T-Pain), "Been Doin This" (z T.I.) i "Dirty Girl" (z T-Pain).
13 marca 2012 roku miał ukazać się kolejny album Wowa pt. Underrated (z ang. "Niedoceniony"), jednak z nieznanych powodów premiera została przesunięta na lato, a następnie na jesień 2012 roku. Prace nad płytą trwają od 2010 roku. Pierwszym singlem był utwór "Sweat" z Lil Wayne’em, a drugim "Better". Początkowo album miał mieć tytuł Who Is Shad Moss?. "Niedoceniony" ukaże się nakładem wytwórni Cash Money i Universal Motown. W 2011 roku został wydany film dokumentarny pt. Who Is Shad Moss? opowiadający o karierze rapera, kiedy był związany z wytwórnią Death Row Records.

### Kariera filmowa
Zadebiutował jako aktor w 2002 roku, w filmie Magiczne buty, gdzie zagrał osieroconego chłopaka, któremu udaje się trafić do NBA. Wystąpił gościnnie w wielu amerykańskich filmach i serialach, np. Moesha, The Steve Harvey Show, All about the Benjamin, Wakacje rodziny Johnsonów, Tajemnice Smallville, a także grał w Życiu na wrotkach jako X i w Szybkich i wściekłych: Tokio Drift jako Twinkie. Wystąpił także w reklamie Twixa, firmy Verbs oraz Campbells. Od 2015 gra w serialu CSI: Cyber byłego hakera Nelsona.

## Dyskografia
- Beware of Dog (2000)
- Doggy Bag (2001)
- Unleashed (2003)
- Wanted (2005)
- The Price of Fame (2006)
- Face Off (2007) (z Omarionem)
- New Jack City II (2009)
- Underrated (2012)[2]

## Filmografia

### Film
| Rok  | Tytuł                          | Rola             | Uwagi             |
| ---- | ------------------------------ | ---------------- | ----------------- |
| 2001 | Carmen: The Hip Hopera         | Cellmate 1       | Drobna rola       |
| 2002 | Liczą się tylko Frankliny      | Kelly            | Drobna rola       |
| 2002 | Like Mike                      | Calvin Cambridge | Główna rola       |
| 2004 | Wakacje rodziny Johnsonów      | D.J. Johnson     | Główna rola       |
| 2005 | Życie na wrotkach              | Xavier "X" Smith | Główna rola       |
| 2006 | Szybcy i wściekli: Tokio Drift | Twinkie          | Drugoplanowa rola |
| 2009 | Hurricane Season               | Gary Davis       | Drugoplanowa rola |
| 2010 | Loteria                        | Kevin Carson     | Główna rola       |
| 2011 | Who Is Shad Moss?              | On sam           | Dokumentalny      |
| 2011 | Madea’s Big Happy Family       | Byron            | Drugoplanowa rola |
| 2012 | Recalled                       | Chris Reyes      |                   |
| 2015 | Szybcy i wściekli 7            | Twinkie          | Jedna scena       |

### Telewizja
| Rok  | Tytuł                                | Rola         | Uwagi                                     |
| ---- | ------------------------------------ | ------------ | ----------------------------------------- |
| 2001 | Moesha                               | Ray          | Epizod "That’s My Mama"                   |
| 2006 | Tajemnice Smallville                 | Baern        | Epizod "Fallout"                          |
| 2008 | Brzydula Betty                       | On sam       | Epizod "Zero Worship"                     |
| 2008 | Ekipa                                | Charlie      | Powtarzająca rola                         |
| 2011 | The Secret Life of American Teenager | Dante        | Odcinki: "4-1-1" i "Smokin Like a Virgin" |
| 2015 | CSI Cyber                            | Brody Nelson | Główna rola                               |